# Феррари, Франк
Франк Феррари́ (фр. Franck Ferrari; 12 января 1963, Ницца, Франция — 18 июня 2015, там же) —французский баритон.

## Биография
Родился в семье скромного достатка в Ницце. После окончания школы служил в воздушно-десантных войсках в Ливане. Вернувшись после службы в армии, окончил Ниццкую консерваторию, по окончании которой выступал в муниципальном театре этого города. Пел главные партии в большинстве французских, но также итальянских операх XIX века. Выступал на сценах Парижской оперы, а также театров Ла Скала (Милан), Театр Реджио (Турин) и Театра Карло Фениче (Генуя, Италия), Королевский театр (Мадрид) и Лисеу (Барселона, Испания), Венская государственная опера (Австрия), Вашингтонская опера, Метрополитен-опера (Нью-Йорк и Голливуд-боул (Лос-Анджелес, США), Лозанская опера и Гран-театр (Женева, Швейцария), Немецкая опера (Берлин, Германия), Опера Бастилии (Париж), Театр «Капитоль» (Тулуза, Рейнская опера (Страсбург, Франция) на фестивале « Хорегии Оранжа» (Оранж, Франция).
Скончался в возрасте 52 лет после тяжёлой и продолжительной болезни, от рака.

## Некоторые исполненные партии
В течение многих лет исполнил около тридцати партий в Парижской опере, среди которых:
- Голо в «Пеллеасе и Мелизанде» Клода Дебюсси (2004)
- Марсель в «Богеме» Джакомо Пуччини (2005),
- Паоло в «Симоне Бокканегре» Джузеппе Верди (2006)
- четыре басовые роли в «Сказках Гофмана» Жака Оффенбаха (2007)
- Геракл в «Альцесте» Кристофа Виллибальда Глюка (2013)

Некоторые другие роли:
- Скарпиа в «Тоске» Джакомо Пуччини на сцене Театра Бастилии, Париж (2007 и 2011)
- Эдип в одноимённой опере Джордже Энеску в театре «Капитоль», Тулуза (2010)

Своей любимой партией называл тореадора Эскамильо в «Кармен» Жоржа Бизе

## Награды
- Кавалер ордена Искусств и литературы (2006)[1].
- Офицер ордена «За заслуги перед культурой»[рум.] в категории B «Музыка» (2009, Румыния)[4].